# Jann-Fiete Arp
Jann-Fiete Arp (Bad Segeberg, 2000. január 6. –) német labdarúgó, az Odense csatára.

## Pályafutása

### Klubcsapatokban
Arp négy évesen kezdett focizni az SV Wahlstedtben. A 2010–2011-es szezonban csatlakozott a Hamburger SV ifjúsági akadémiájához.  A 2016-2017-es idényben 26 gólt ért el a Junior B ligában. A 2017-es téli felkészülést  a hamburgiak felnőtt csapatával edzette végig – ekkor töltötte be 17. életévét – Markus Gisdol pedig számított rá a HSV első csapatánál is.  Ebben az évben kiérdemelte a Fritz Walter-medált az U17-es korosztályban.
A 2017-2018-as szezon előtt 2019. június 30-ig meghosszabbította a szerződését. A nyári felkészülést a felnőttekkel végezte, miközben visszautasította az angol bajnok Chelsea ajánlatát. 2017. október 2-án, a Werder Bremen elleni bajnokin csereként beállva bemutatkozott a Bundesligában, ezzel pedig ő lett az első, aki a 2000-es években született játékosként pályára lépett a német élvonalban.
Október 28-án ő szerezte a HSV szépítő találatát a Hertha BSC elleni 2–1-es vereség alkalmával, ezzel 17 évesen, 9 hónaposan és 22 naposan ő lett a hamburgi klub történetének legfiatalabb gólszerzője a Bundesligában, és az első olyan gólszerző a német élvonalban aki a 2000-es években született. November 4-én a VfB Stuttgart ellen a 69. percben volt eredményes a 3–1-re megnyert mérkőzésen.
2019. február 7-én hivatalosan is bejelentették, hogy a 2019–2020-as szezontól a Bayern München játékosa lesz.
2021. június 25-én a Bayern bejelentette, hogy a következő szezont a Holstein Kiel csapatánál tölti kölcsönben. 2022. július 1-jén ingyen szerződtették.
2025. június 23-án jelentették be, hogy július 1-től három évre a dán Odense játékosa lett.

### A válogatottban
Részt vett a 2017-es U17-es Európa-bajnokságon, ahol hét gólt szerzett, illetve szerepelt ugyanazon évben az U17-es világbajnokságon is, ahol ötször volt eredményes.

## Statisztika
2022. június 2-án frissítve.
| Klub              | Szezon         | Bajnokság         | Bajnokság     | Bajnokság | Országos kupa | Országos kupa | Nemzetközi kupa | Nemzetközi kupa | Egyéb         | Egyéb | Összesen      | Összesen |
| Klub              | Szezon         | Bajnokság         | Pályára lépés | Gól       | Pályára lépés | Gól           | Pályára lépés   | Gól             | Pályára lépés | Gól   | Pályára lépés | Gól      |
| ----------------- | -------------- | ----------------- | ------------- | --------- | ------------- | ------------- | --------------- | --------------- | ------------- | ----- | ------------- | -------- |
| Hamburger SV      | 2017–18        | Bundesliga        | 18            | 2         | 0             | 0             | —               | —               | —             | —     | 18            | 2        |
| Hamburger SV      | 2018–19        | Bundesliga 2      | 17            | 1         | 3             | 1             | —               | —               | —             | —     | 20            | 2        |
| Hamburger SV      | Összesen       | Összesen          | 35            | 3         | 3             | 1             | 0               | 0               | 0             | 0     | 38            | 4        |
| Hamburger SV II   | 2018–19        | Regionalliga Nord | 7             | 3         | —             | —             | —               | —               | —             | —     | 7             | 3        |
| Bayern München II | 2019–20        | 3. Liga           | 12            | 3         | —             | —             | —               | —               | —             | —     | 12            | 3        |
| Bayern München II | 2020–21        | 3. Liga           | 31            | 5         | —             | —             | —               | —               | —             | —     | 31            | 5        |
| Bayern München II | Összesen       | Összesen          | 43            | 8         | —\|           | —\|           | —\|             | —\|             | —\|           | —\|   | 43            | 8        |
| Bayern München    | 2019–20        | Bundesliga        | 0             | 0         | 0             | 0             | 0               | 0               | 0             | 0     | 0             | 0        |
| Bayern München    | 2020–21        | Bundesliga        | 0             | 0         | 1             | 0             | 0               | 0               | 0             | 0     | 1             | 0        |
| Bayern München    | Összesen       | Összesen          | 0             | 0         | 1             | 0             | 0               | 0               | 0             | 0     | 1             | 0        |
| Holstein Kiel     | 2021–22        | Bundesliga        | 24            | 2         | 2             | 1             | 0               | 0               | 0             | 0     | 26            | 3        |
| Karrier összes    | Karrier összes | Karrier összes    | 109           | 16        | 6             | 2             | 0               | 0               | 0             | 0     | 115           | 18       |